# Calommata transvaalica
Espèce
Calommata transvaalica est une espèce d'araignées mygalomorphes de la famille des Atypidae.

## Distribution
Cette espèce est endémique d'Afrique du Sud. Elle se rencontre au Gauteng et au Limpopo.

## Description
Les mâles mesurent de 6,20 à 6,40 mm et les femelles de 18,60 à 27,00 mm

## Publication originale
- Hewitt, 1916 : Descriptions of new South African spiders. Annals of the Transvaal Museum, vol. 5, no 3, p. 180-213 (texte intégral).